# Ignazio Trombotto
Ignazio Trombotto (San Secondo di Pinerolo, 1815 – 9 settembre 1867) è stato un politico italiano.

## Biografia
Fu deputato del Regno di Sardegna nella III legislatura per il collegio di Perosa.